# A-N-acetilgalaktozaminid a-2,6-sijaliltransferaza
A-N-acetilgalaktozaminid a-2,6-sijaliltransferaza (EC 2.4.99.3, Alpha-N-acetylgalactosaminide alpha-2,6-sialyltransferase) je enzim sa sistematskim imenom CMP-N-acetilneuraminat:glikano-1,3-(N-acetil-alfa--galaktozaminil)-glikoprotein alfa-2,6-N-acetilneuraminiltransferaza. Ovaj enzim katalizuje sledeću hemijsku reakciju
CMP--acetilneuraminat + glikano-(1->3)-(N-acetil-alfa--galaktozaminil)-glikoprotein {\displaystyle \rightleftharpoons } CMP + glikano-[(2->6)-alfa-N-acetilneuraminil]-(-acetil-D-galaktozaminil)-glikoprotein
Alfa-N-acetilgalaktozamin vezan za treonin ili serin je takođe akceptor.

## Literatura
- Nicholas C. Price; Lewis Stevens (1999). Fundamentals of Enzymology: The Cell and Molecular Biology of Catalytic Proteins (Third изд.). USA: Oxford University Press. ISBN 019850229X.
- Eric J. Toone (2006). Advances in Enzymology and Related Areas of Molecular Biology, Protein Evolution (Volume 75 изд.). Wiley-Interscience. ISBN 0471205036.
- Branden C; Tooze J. Introduction to Protein Structure. New York, NY: Garland Publishing. ISBN 0-8153-2305-0.
- Irwin H. Segel. Enzyme Kinetics: Behavior and Analysis of Rapid Equilibrium and Steady-State Enzyme Systems (Book 44 изд.). Wiley Classics Library. ISBN 0471303097.

## Spoljašnje veze
- Alpha-N-acetylgalactosaminide+alpha-2,6-sialyltransferase на 